# Mihai Retegan
Mihai Retegan (n. 17 august 1950, București, România – d. 5 noiembrie 2021) a fost un profesor universitar la catedra de Istorie a Universității din București, specializat în istoria românilor după Primul Război Mondial, până la prăbușirea comunismului.

## Studii
În 1970 a fost admis la Facultatea de Istorie din București, pe care a absolvit-o în 1974. Studiile doctorale le-a încheiat în 1993, prin acordarea titlului de Doctor în istorie.

## Activitatea profesională
În 1974 și-a început activitatea ca cercetător științific la „Institutul de istorie militară”, instituție ce a purtat diverse denumiri de-a lungul timpului. A încheiat această activitate în 1995, când a fost numit profesor la Facultatea de Istorie a Universității din București.

## Afilieri
Secretar general al „Forumului European pentru Istorie și Cultură”, din București, cu filială la Chișinău.

## Premii, ordine și medalii

### Premii
- Premiul Academiei Române pentru istorie contemporană (1985).[3]
- Premiul Comisiei Române de Istorie Militară, pentru activitatea științifică, 1996[4]
- Premiul Comisiei Române de Istorie Militară, pentru volumul „Armata română în anii celui de-al doilea război mondial”, 1997
- Premiul Fundației Magazin istoric, pentru volumul „1968 din primăvară până în toamnă”, 1999
- Premiul Fundației Magazin istoric, pentru volumul „SSI – SOE, Jurnal politic, 1941 – 1944”, 2008

### Ordine și medalii
- Medalia 50 de ani de la Revoluția ungară, conferită de președintele Ungariei, 2006[4]
- Ordinul de Onoare, conferit de președintele Republicii Moldova, 2010[4]

### Doctor honoris causa
- Profesor doctor honoris causa a Universității Ovidiu din Constanța, iunie 2011[5]

## Scrieri

### Individual
- 1968 din primăvară până în toamnă, 320 p., București, Editura Rao, 1998, ISBN 9789739876001
- 1968. Ve stínu Pražského jara. Crta k rumunské zahraniční politice, 233 p., Praga, Argo, 2002
- Război politic în blocul comunist. Relații româno-sovietice în anii șaizeci, vol. I, 320 p., București, Editura Rao, 2002
- SSI - SOE jurnal politic, București, Editura Rao, 2007
- Povestea unei trădări. Spionajul britanic în România 1940-1944, 352 p., București, Editura Rao, 2010

### În colaborare
- Armata română în aI Doilea Război Mondial, vol I. Eliberarea Basarabiei și a părții de Nord a Bucovinei (22 iunie - 26 iulie 1941). Coordonatori col dr. Alesandru Duțu și conf. univ. dr. Mihai Retegan, București, Editura Militară, 1996